# Ștefan Báthory
Ștefan Báthory (n. 27 septembrie 1533, Șimleu, Principatul Transilvaniei – d. 12 decembrie 1586, Grodno, Uniunea Polono-Lituaniană) a fost principe al Transilvaniei între 1571-1575 și rege al Poloniei din 1575 până la moartea sa în 1586. Este unul din cei mai renumiți membri ai familiei Báthory.

## Familia și studiile

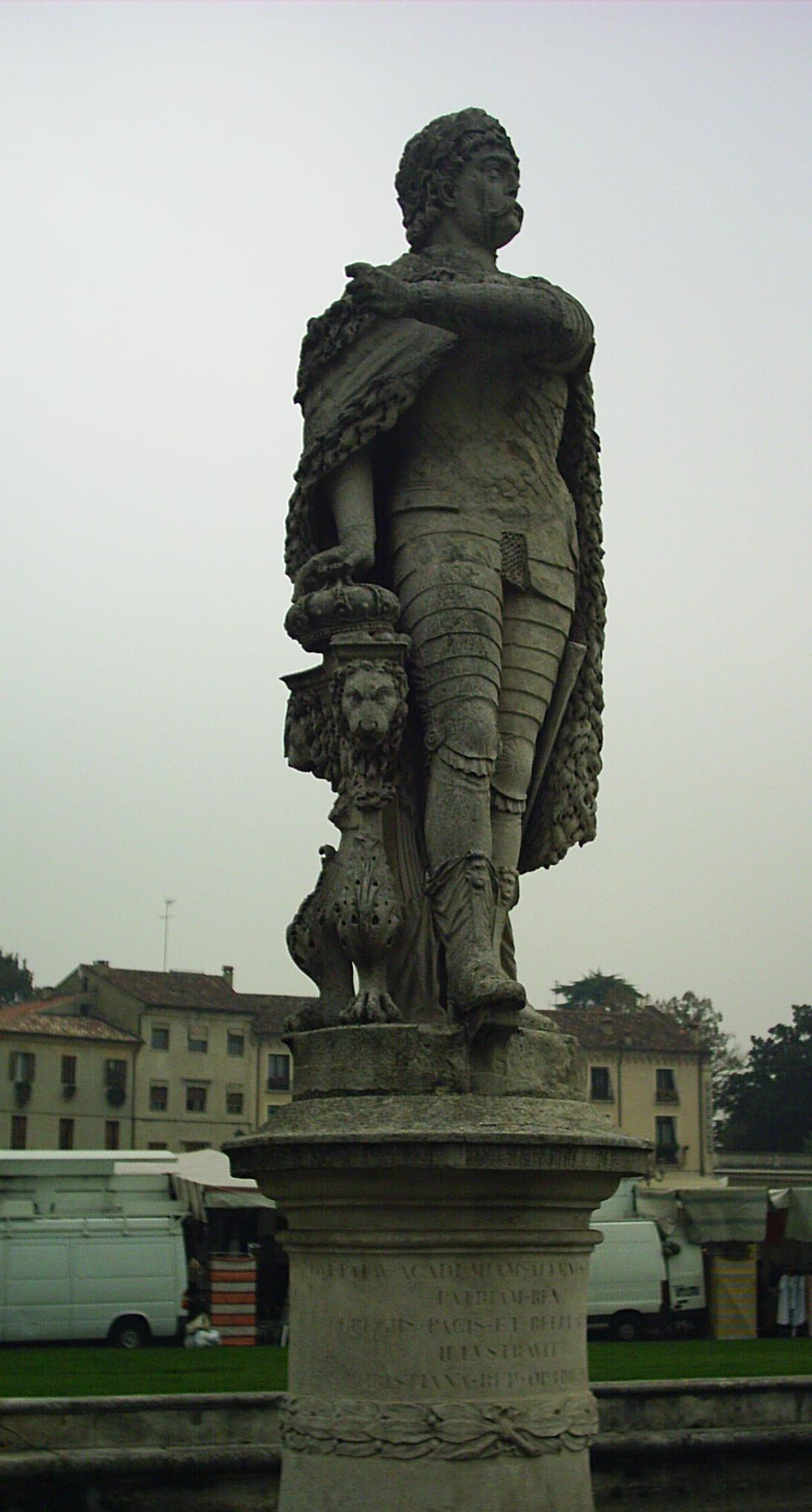
Statuia lui Ștefan Báthory din Padova

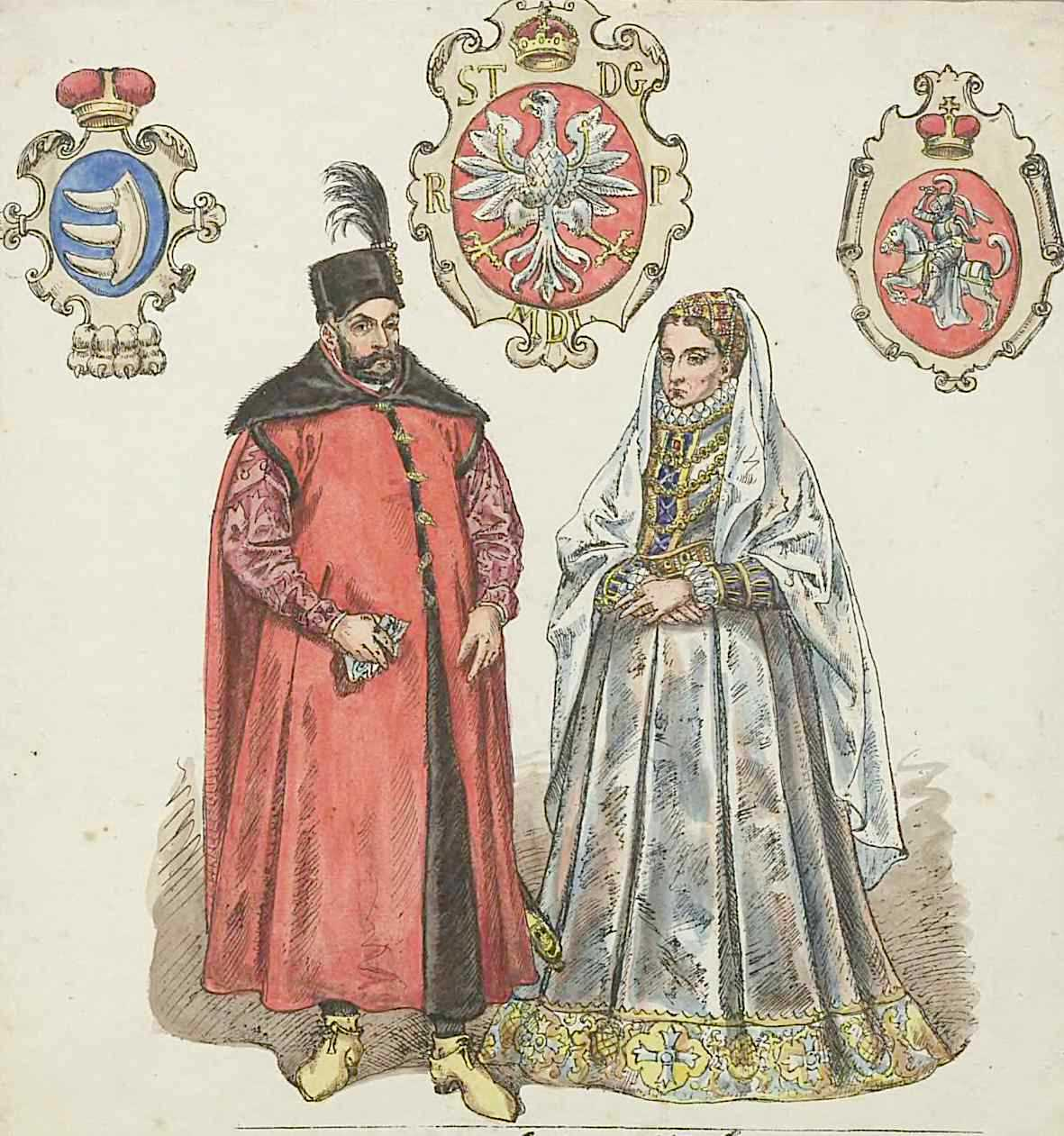
Ștefan Báthory și soția sa Anna Jagiello

La mijlocul secolului al XVI-lea a studiat științele juridice la Universitatea din Padova. Statuia sa din Padova amintește acest detaliu biografic și marchează legătura cu iezuiții din Transilvania, care au înființat Universitatea din Cluj, la inițiativa lui Báthory.
Báthory a intrat după întoarcerea sa din Italia mai întâi în slujba împăratului Ferdinand I. În anul 1553 a căzut prizonier în mâinile otomanilor. Deoarece împăratul a ezitat plata unor sume de bani pentru eliberarea sa, Ștefan Báthory a trecut de partea lui Ioan Sigismund Zápolya, principe al Transilvaniei și rival împăratului Ferdinand, amândoi revendicând pentru sine coroana Ungariei. După moartea principelui rămas fără urmași, la data de 25 mai 1571 Ștefan Báthory a fost ales de nobilimea Ardealului, împotriva voinței împăratului, ca principe al Transilvaniei. După alegerea lui Ștefan Báthory a izbucnit un conflict militar în Transilvania, Ștefan Báthory alungându-l din țară pe Gáspár Bekes, conducătorul partidei imperiale din Transilvania, în 1573.

## Alegerea ca rege

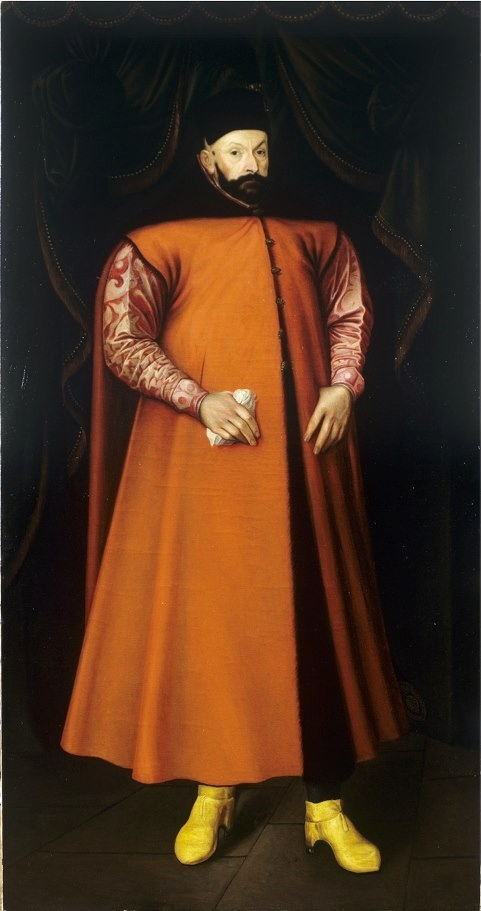
de, portretul regelui Ștefan Báthory, 1583

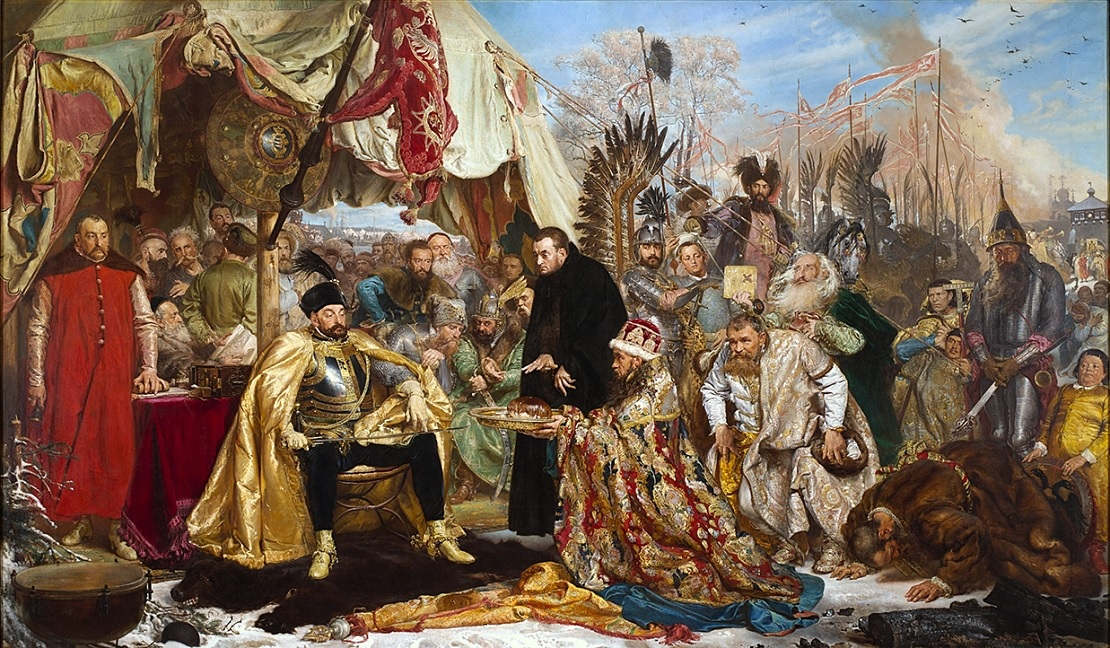
„Regele Ștefan Báthory la Pskov”, pictură de Jan Matejko. Báthory este flancat de cancelarul Jan Zamoyski (în roșu) și de Antonio Possevino (în negru).

În iunie 1574 tronul Poloniei devine vacant, deoarece Henric al III-lea al Franței de Valois (vezi Henric al IV-lea al Franței) preferă să devină regele Franței, întorcându-se în țară. După plecarea acestuia, urmează o luptă internă între nobilii polonezi, pentru desemnarea urmașului pe tronul Poloniei. Unul din pretendenții la tron era Maximilian al II-lea, din dinastia Habsburg, susținut în special de cancelarul Jan Zamoyski.
În cele din urmă tronul Poloniei i-a revenit lui Ștefan Báthory, cu condiția să se căsătorească cu Anna Jagiello, descendentă a familiei Jagiello, care avea deja 53 de ani, o căsătorie cu țeluri politice. Când primește vestea neașteptată de numire pe tronul Poloniei, la întâlnirea din Mediaș îl convinge pe fratele său Cristofor Báthory să preia tronul principatului Transilvaniei. Planul lui Maximilian al II-lea de a ataca Polonia prin moscoviți eșuează prin moartea lui. Ștefan Báthory a fost încoronat la 1 mai ca rege al Poloniei.
Cu toate piedicile puse de Habsburgi în calea ascensiunii sale, încheie un tratat de alianță cu aceștia, ca urmare a intervenției nunțiului papal (Roma 1578).

## Consolidarea internă
Principalele trăsături ale politicii sale sunt consolidarea poziției regelui în Polonia, de exemplu orașul Danzig refuză să recunoască autoritatea regelui, căutând să obțină o recunoaștere a independenței orașului. Ca și celelalte orase hanseatice, Danzigul dispune de o armată proprie, sprijinită de habsburgi, a căror autoritate este recunoscută de oraș. Două atacuri poloneze de pedepsire a Danzigului, care este situat la vărsarea Vistulei în Marea Baltică, eșuează pe 12 septembrie 1577.
În datele de 16 iunie 1454 și 25 mai 1457, regele polonez este nevoit să recunoască privilegiile orașului, ce conțin dreptul pentru o politică externă proprie, dreptul de administrație proprie, limba germană ca limbă oficială, și libertatea religiei reformate (după Luther 1525 1557), drepturi pentru care se plătea o sumă de bani simbolică.

## Războiul împotriva moscoviților
Conflictele cu sultanul otoman Murad al III-lea sunt rezolvate pentru un timp scurt prin pacea din 5 noiembrie 1577, act semnat de parlamentul din Varșovia. Cu toate greutățile financiare și cu o armată epuizată, Ștefan Báthory reușește să obțină unele victorii împotriva țarului din Moscova, victorii nu numai militare ci și în domeniul diplomației. Prin acest război, reușește să redobândească încrederea Porții Otomane și a Casei de Habsburg.
În anul 1581 Ștefan Báthory reușește să pătrundă adânc pe teritoriul Cnezatului Moscovei, la 22 august fiind la porțile orașului Poloțk. Trimisul papei de la Roma, profesorul Antonio Possevino, caută să medieze între trupele catolice poloneze și cele ortodoxe ale țarului. În ciuda acestei medieri, Ștefan Báthory asediază orașul într-o iarnă geroasă. Ivan cel Groaznic, țarul Rusiei, cedează în cele din urmă la 15 ianuarie 1582 acceptând armistițiul de la Jam Zapolski, denumit după un sat situat în apropiere de Novgorod. Prin acest armistițiu s-a stabilit o pace de 20 de ani, iar țarul a cedat orașele Poloțk și Livland coroanei polono-lituaniene.

## Iezuiții

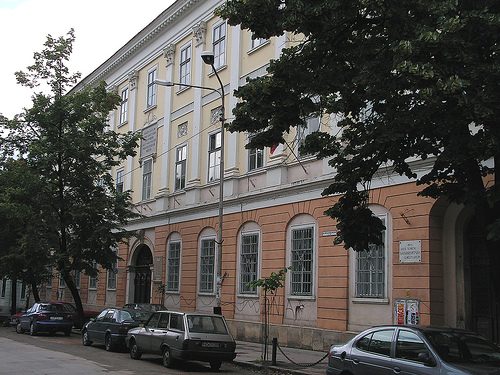
Liceul „Báthory István” din Cluj

În politica internă a Poloniei au dominat iezuiții, un ordin de călugări catolici, care au sprijinit și influențat politica lui Ștefan Báthory, care plănuia să reunească Transilvania, Ungaria și Polonia pentru izgonirea otomanilor din Europa. Deoarece a murit în 1586, în urma unei hemoragii cerebrale, Ștefan Báthory nu a mai reușit să aducă la îndeplinire acest plan.
Prin iezuiți a înființat Universitatea din Vilnius (7 iulie 1578) și Universitatea din Cluj (12 mai 1581).
Fostul liceu romano-catolic din Cluj, în prezent Liceul Teoretic „Báthory István”, îi poartă numele.

## Reforme

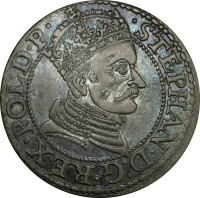
Grosz bătut la Gdańsk (1579), cu efigia regelui Ștefan Báthory

Ștefan Báthory a continuat politica dinastiei Jagiellonilor de toleranță privind toate confesiunile. A favorizat reforma catolică și a promovat educația. În 1578, el a ridicat colegiul iezuit din Vilnius la rangul de Academia din Vilnius, care este prima universitate din Lituania. Tot prin iezuiți, a înființat și Universitatea din Cluj, în 1581.
A adus reforme în administrația civilă. A reformat sistemul monetar și a bătut noi monede regale la Olkusz, Poznań și Malbork. A implementat un sistem de gestiune unică și o nouă ordonanță privitoare la monede a fost promulgată la 24 aprilie 1578 care specifică tipurile de monede care pot fi bătute, valoarea lor, compoziția și greutatea lor. Ordonanța prevede cinci cupiuri de monede de argint: taleri (talar), semi-thaleri, tripleți, groschen (grosze) și șilingi (szeląg).

## Sfârșitul vieții
A murit subit la 12 decembrie 1586 la Grodno, în urma unui acces de furie (probabil victimă unei rupturi de anevrism).
A fost înhumat la Cracovia în cripta din Catedrala Wawel.